# Astrógrafo

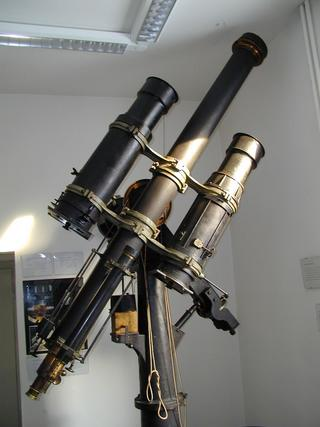
Astrógrafo duplo

Um astrógrafo é um telescópio fotográfico usado em astrofotografia. Suas principais característica é o diâmetro e o foco em um determinado objetivo podendo-se determinar a eficiência ótica e o tamanho da imagem em uma placa fotográfica.
Os astrógrafos com um amplo ângulo, são usados para fotografar enormes áreas do firmamento. Os astrógrafos com um foco menor a 10 ou 15 metros são usados para medir com precisão a posição dos Astros. Muitos observatórios do mundo, estão equipados com astrógrafos com focos de 3 a 4 metros.